# Persone di nome Cecilia
| Questa pagina contiene informazioni ricavate automaticamente dalle voci biografiche con l'ausilio del template Bio e di un bot. L'aggiornamento è periodico e automatico e ricostruisce completamente la pagina. Se manca una persona in questa lista, sei pregato di non aggiungerla, ma accertati piuttosto che la sua voce biografica contenga il template Bio e che i dati anagrafici siano correttamente compilati. Se il template Bio manca, inseriscilo tu stesso o, in alternativa, metti l'avviso {{tmp\|Bio}} che ne segnala la mancanza. Se i dati riportati sono sbagliati, correggi direttamente la voce biografica; le modifiche saranno visibili in questa lista entro pochi giorni. Per chiarimenti vedi il progetto antroponimi. La lista contiene solo le 133 persone che sono citate nell'enciclopedia e per le quali è stato implementato correttamente il template Bio. Pagina aggiornata al 6 ago 2025. |

Questa è una lista di persone presenti nell'enciclopedia che hanno il nome Cecilia, suddivise per attività principale.

## Antropologhe(1)
- Cecilia Gatto Trocchi, antropologa e scrittrice italiana (Roma, n. 1939 - Roma, † 2005)

## Arpiste(1)
- Cecilia Chailly, arpista, compositrice e cantante italiana (Milano, n. 1960)

## Artiste(1)
- Cecilia Vicuña, artista, poetessa e attivista cilena (Santiago del Cile, n. 1948)

## Astrofisiche(1)
- Cecilia Payne Gaposchkin, astrofisica britannica (Wendover, n. 1900 - Cambridge, † 1979)

## Attrici(8)
- Cecilia Bertozzi, attrice italiana (Faenza, n. 1996)
- Cecilia Dazzi, attrice italiana (Roma, n. 1969)
- Cecilia Freire, attrice spagnola (Madrid, n. 1981)
- Cecilia Loftus, attrice, cantante e mimo britannica (Glasgow, n. 1876 - New York, † 1943)
- Cecilia Polizzi, attrice italiana
- Cecilia Roth, attrice argentina (Buenos Aires, n. 1956)
- Cecilia Sacchi, attrice italiana (Milano, n. 1938 - Milano, † 2010)
- Cecilia Yip, attrice cinese (Hong Kong, n. 1963)

## Calciatrici(3)
- Cecilia Prugna, calciatrice italiana (Pisa, n. 1997)
- Cecilia Re, calciatrice italiana (Busnago, n. 1994)
- Cecilia Salvai, calciatrice italiana (Pinerolo, n. 1993)

## Cantanti(4)
- Cecilia Cheung, cantante e attrice cinese (Hong Kong, n. 1980)
- Syria, cantante italiana (Roma, n. 1977)
- Cecilia Gayle, cantante costaricana (Costa Rica, n. 1963)
- Cecilia Vennersten, cantante svedese (Göteborg, n. 1970)

## Cestiste(7)
- Cecilia Fernández, ex cestista argentina (Puerto Madryn, n. 1986)
- Cecilia García, ex cestista spagnola (n. 1963)
- Cecilia Manzo, ex cestista messicana (n. 1969)
- Cecilia Okoye, ex cestista statunitense (Houston, n. 1991)
- Cecilia Zambrini, ex cestista italiana (Faenza, n. 1989)
- Cecilia Zandalasini, cestista italiana (Broni, n. 1996)
- Cecilia Zupancich, ex cestista italiana (n. 1931)

## Compositrici(2)
- Cecilia Pillado, compositrice, pianista e attrice argentina (Mendoza, n. 1966)
- Cecilia Seghizzi, compositrice e supercentenaria italiana (Gorizia, n. 1908 - Gorizia, † 2019)

## Critiche cinematografiche(1)
- Cecelia Ager, critica cinematografica statunitense (Grass Valley, n. 1902 - Los Angeles, † 1981)

## Danzatrici(1)
- Caterina Gattai Tomatis, ballerina italiana (Milano, n. 1747 - Varsavia, † 1792)

## Diplomatiche(1)
- Cecilia Malmström, diplomatica e politica svedese (Stoccolma, n. 1968)

## Direttrici artistiche(1)
- Cecilia Alemani, direttrice artistica italiana (Milano, n. 1977)

## Direttrici di coro(1)
- Cecilia Vettorazzi, direttrice di coro e compositrice italiana (Levico Terme, n. 1959)

## Economiste(1)
- Cecilia Rouse, economista statunitense (Walnut Creek, n. 1963)

## Filantrope(1)
- Cecilia Strada, filantropa, attivista e politica italiana (Milano, n. 1979)

## First lady(1)
- Cecilia Morel, first lady cilena (Santiago del Cile, n. 1951)

## Giornaliste(1)
- Cecilia Sala, giornalista italiana (Roma, n. 1995)

## Imprenditrici(3)
- Cecilia Danieli, imprenditrice italiana (Udine, n. 1943 - Aviano, † 1999)
- Cecilia Eckelmann Battistello, imprenditrice italiana (Vicenza, n. 1950 - Amburgo, † 2024)
- Cecilia Tessieri Rabassi, imprenditrice italiana (Pontedera, n. 1967)

## Linguiste(1)
- Cecilia Robustelli, linguista italiana (Pontedera, n. 1957)

## Marciatrici(1)
- Cecilia Stetskiv, marciatrice italiana (Rzeszów, n. 1991)

## Mezzosoprani(1)
- Cecilia Bartoli, mezzosoprano italiano (Roma, n. 1966)

## Modelle(1)
- Cecilia Bolocco, modella cilena (Santiago del Cile, n. 1965)

## Montatrici(1)
- Cecilia Zanuso, montatrice italiana (Milano, n. 1958)

## Multipliste(1)
- Cecilia Ricali, multiplista italiana (Voghera, n. 1985)

## Nobildonne(17)
- Cecilia Baring, nobildonna inglese (n. 1834 - † 1911)
- Cecilia Carboni, nobildonna italiana (Velletri, n. 1663 - Velletri, † 1739)
- Cecilia Cavendish-Bentinck, nobildonna britannica (Londra, n. 1862 - Londra, † 1938)
- Cecilia Metella Balearica maggiore, nobildonna e sacerdotessa romana
- Cecilia Metella Balearica minore, nobildonna romana († 89 a.C.)
- Cecilia Metella Celere, nobildonna romana
- Cecilia di Comminges, nobildonna francese († 1384)
- Cecilia da Carrara, nobildonna italiana (Padova, n. 1356 - Wittenberg, † 1432)
- Cecilia Månsdotter Eka, nobildonna svedese (Lillkyrka, n. 1476 - Stoccolma, † 1523)
- Cecilia Gallerani, nobildonna e poetessa italiana (Milano, n. 1473 - San Giovanni in Croce, † 1536)
- Cecilia Gonzaga, nobildonna e religiosa (Mantova, n. 1426 - Mantova, † 1451)
- Cecilia Margaret Harbord, nobildonna inglese (Londra, n. 1856 - Burnt Norton, † 1934)
- Cecilia Metella Dalmatica, nobildonna romana († 80 a.C.)
- Cecilia Maria Molyneux, nobildonna inglese (Liverpool, n. 1838 - Market Harborough, † 1910)
- Cecily Neville, nobildonna inglese (Durham, n. 1415 - Castello di Berkhamsted, † 1495)
- Cecilia Orsini, nobildonna italiana (n. 1493 - † 1579)
- Cecilia del Balzo, nobildonna francese (n. 1230 - † 1275)

## Nobili(8)
- Cecilia Aldobrandeschi, nobile italiana (n. 1415 - † 1451)
- Cecilia di Svezia, nobile (Stoccolma, n. 1807 - Oldenburgo, † 1844)
- Cecilia di Francia, nobile (n. 1097)
- Cecilia di Normandia, nobile normanna (Normandia - Caen, † 1126)
- Cecilia di Brandeburgo, nobile (n. 1405 - † 1449)
- Cecilia Paolina, nobile romana
- Cecilia Underwood, nobile britannica (Kensington Palace, † 1873)
- Cecilia di Rodez, nobile francese (n. 1272 - † 1313)

## Nuotatrici(4)
- Cecilia Biagioli, nuotatrice argentina (Cordova, n. 1985)
- Cecilia Camellini, ex nuotatrice italiana (Modena, n. 1992)
- Cecilia Jiménez, nuotatrice artistica spagnola (n. 1995)
- Cecilia Vianini, ex nuotatrice italiana (Verona, n. 1976)

## Pallavoliste(1)
- Cecilia Hall, pallavolista svedese (Linköping, n. 1992)

## Partigiane(1)
- Cecilia Deganutti, partigiana italiana (Udine, n. 1914 - Trieste, † 1945)

## Pattinatrici di short track(1)
- Cecilia Maffei, pattinatrice di short track italiana (Pinzolo, n. 1984)

## Pedagogiste(1)
- Cecilia Motzo Dentice d'Accadia, pedagogista, scrittrice e filosofa italiana (Napoli, n. 1893 - Napoli, † 1981)

## Personaggi televisivi(1)
- Cecilia Capriotti, personaggio televisivo e attrice italiana (Ascoli Piceno, n. 1976)

## Pittrici(4)
- Cecilia Beaux, pittrice statunitense (Filadelfia, n. 1855 - Gloucester, † 1942)
- Cecilia Cuțescu-Storck, pittrice e docente rumena (Câineni, n. 1879 - Bucarest, † 1969)
- Cecilia Lavelli, pittrice e modella italiana (Torino, n. 1906 - Torino, † 1998)
- Cecilia Brusasorzi, pittrice italiana (Verona, n. 1549 - Verona, † 1593)

## Politiche(7)
- Cecilia Chiovini, politica italiana (Verbania, n. 1938)
- Cecilia Contu, politica italiana (Codrongianos, n. 1936 - Cagliari, † 2022)
- Cecilia D'Elia, politica italiana (Potenza, n. 1963)
- Cecilia Muñoz, politica, avvocata e attivista statunitense (Detroit, n. 1962)
- Cecilia Tait, politica e ex pallavolista peruviana (Lima, n. 1962)
- Liliana Ventricelli, politica italiana (Altamura, n. 1986)
- Cecilia Wikström, politica, religiosa e teologa svedese (Svanstein, n. 1965)

## Principesse(5)
- Cecilia di Baden, principessa (Karlsruhe, n. 1839 - Charkiv, † 1891)
- Cecilia di York, principessa inglese (Westminster, n. 1469 - Sandown, † 1507)
- Cecilia di Grecia, principessa greca (Acharnes, n. 1911 - Ostenda, † 1937)
- Cecilia di Meclemburgo-Schwerin, principessa tedesca (Schwerin, n. 1886 - Bad Kissingen, † 1954)
- Cecilia Vasa, principessa svedese (Stoccolma, n. 1540 - Bruxelles, † 1627)

## Pugili(1)
- Cecilia Brækhus, pugile norvegese (Cartagena de Indias, n. 1981)

## Registe(1)
- Cecilia Mangini, regista, sceneggiatrice e fotografa italiana (Mola di Bari, n. 1927 - Roma, † 2021)

## Religiose(1)
- Beata Cecilia, religiosa italiana (Roma - Bologna, † 1290)

## Rugbiste a 15(1)
- Cecilia Zublena, rugbista a 15 italiana (Biella, n. 1990)

## Saggiste(1)
- Cecilia Ansaldo, saggista e critica letteraria ecuadoriana (Guayaquil, n. 1949)

## Sante(1)
- Santa Cecilia, santa e nobile romana (Roma - Roma, † 230)

## Sceneggiatrici(1)
- Cecilia Calvi, sceneggiatrice e regista italiana (Roma, n. 1950)

## Scenografe(1)
- Cecilia Montiel, scenografa peruviana (Lima, n. 1955)

## Schermitrici(1)
- Cecilia Salvioli, ex schermitrice italiana (Modena, n. 1968)

## Sciatrici alpine(2)
- Cecilia Lucco, ex sciatrice alpina italiana (n. 1968)
- Cecilia Paulson, ex sciatrice alpina svedese

## Scrittrici(5)
- Cecilia Maria de Candia, scrittrice britannica (Londra, n. 1853 - Bordighera, † 1926)
- Cecilia Dart-Thornton, scrittrice australiana (Melbourne, n. 1969)
- Cecilia Kin, scrittrice, critica letteraria e traduttrice russa (Mahilëŭ, n. 1905 - Mosca, † 1992)
- Cecilia Randall, scrittrice italiana (Modena)
- Cecilia de Luna, scrittrice italiana

## Sindacaliste(1)
- Franca Donaggio, sindacalista e politica italiana (Venezia, n. 1947 - Roma, † 2013)

## Soprani(5)
- Cecilia Fusco, soprano italiano (Roma, n. 1933 - Latisana, † 2020)
- Cecilia Gagliardi, soprano italiano (Roma, n. 1881)
- Cecilia Gasdia, soprano italiano (Verona, n. 1960)
- Cecilia Valdenassi, soprano italiano (Padova, n. 1945)
- Cecilia Young, soprano inglese (Londra, n. 1712 - Londra, † 1789)

## Sovrane(1)
- Cecilia Renata d'Asburgo, sovrana (Graz, n. 1611 - Vilnius, † 1644)

## Taekwondoka(1)
- Cecilia Castro Burgos, taekwondoka spagnola (n. 1997)

## Tenniste(2)
- Cecilia Dahlman, ex tennista svedese (Lund, n. 1968)
- Cecilia Martinez, ex tennista statunitense (San Francisco, n. 1947)

## Veliste(3)
- Cecilia Carranza, velista argentina (Rosario, n. 1989)
- Cecilia Carreri, velista, scrittrice e alpinista italiana (Vicenza)
- Cecilia Zorzi, velista italiana (Trento, n. 1994)

## Velociste(2)
- Cecilia Molinari, ex velocista italiana (Borgo Val di Taro, n. 1949)
- Cecilia Tamayo-Garza, velocista messicana (León, n. 1997)

## Violiniste(1)
- Cecilia Hansen, violinista russa (Kamensk-Šachtinskij, n. 1897 - Londra, † 1989)

## Senza attività specificata(5)
- Cecilia Bouzat, biofisica e biochimica argentina (Bahía Blanca, n. 1961)
- Beate Cecilia, Ippolita e Lisabetta, italiana (Mortara)
- Cecilia Eusepi, italiana (Monte Romano, n. 1910 - Nepi, † 1928)
- Cecilia Grierson, medica argentina (Buenos Aires, n. 1859 - Buenos Aires, † 1934)
- Cecilia Metella Calva, romana